# Móricz János
Móricz János; nemzetközileg ismert spanyol nevén: Juan Moricz (Horvátnádalja, 1923. február 22. – Guayaquil, Ecuador, 1991. február 27.) argentin-magyar kutató, felfedező, őstörténész.

## Pályafutása
1954-ben elhagyta szülőhazáját, először Franciaországban telepedett le. Párizsban megnősült, egy lánya született, Anne Veronique Móricz. Családját később elhagyta és 1962-ben Argentínába költözött, ahol állampolgárságot nyert. 
1964-65-ben Peruban, majd Ecuadorban aranybányák felkutatásával foglalkozott. Ennek érdekében alapos levéltári kutatásokba kezdett, főként az egykori Inka Birodalom idejében létesített régi bányák leírásait kutatva, hogy azokat modern technikával újra megnyithassa. Összesen 7 bányát kutatott, a bázisát Cumbaratza település mellett alakította ki, amelyet Camp-nek nevezett. Ő tette ismertté az ecuadori Morona-Santiago tartományban lévő Táltosok barlangja barlangrendszert (Cueva de los Tayos) néven. A barlang mélyén az állítása szerint fellelt ún. Fémkönyvtárat jogi védelem alá helyeztette, a feltárására, dokumentálására kért kormányzati segítséget azonban nem kapta meg, csupán a barlangrendszer meglétét megerősítő expedícióra került sor 1969-ben. Mivel felfedezését hiteles fotókkal és tárgyi bizonyítékokkal nem támasztotta alá, így a mai napig heves vitákat szül állításának említése.
Egyetlen rövidebb publikációja jelent meg (El origen Americano de pueblos Europeos) a Történelmi Tudományok Egyesületének támogatásával, 1968-ban. A publikációjában a Kolumbusz előtti amerikai-eurázsiai érintkezéssel kapcsolatos állításokat tett, például, hogy a sumérok, a magyarok és ibériaiak eredetileg Amerikából származtak.
1976-ban a British Museum tudósainak szakmai támogatásával 3 hetes brit-ecuadori közös expedíció kutatta a barlangot, próbálván igazolni Móricz állítását. A Stanley Hall vezette feltárásban részt vett Neil Armstrong is. Móricz nem bízott a külföldi kutatókban, ezért nem hozta nyilvánosságra a leletegyüttes pontos helyét. A kutatók alapos térképezési munkát végeztek, a barlangrendszer első 4600 méteres szakaszát feltárva. Az expedíció által a felszínre hozott régészeti anyag azonban csak néhány késő rézkorra datált agyagedényt és Spondylus-kagylóból készített ékszereket tartalmazott.
1991. február 27-én 14:45-kor tüdőbetegséggel kísért súlyos szívelégtelenségben halt meg a guayaquili Rizzo Hotelben. Halálát sok mendemonda kíséri, de a szállodai szobaajtaja belülről volt bezárva halálakor, így az idegenkezűség kizárható.
A kutató halálának 20. évfordulójára egykori ügyvédje és barátja, dr. Gerardo Pena Matheus kiadta a Historia documentada del descubrimiento de las Cuevas de los Tayos című, hiánypótló dokumentumgyűjteményét, amely már magyar nyelven is elérhető, A Tayos-barlang kutatásának dokumentált története címmel. Móricz János munkássága iránt újabban ismét érdeklődés mutatkozik Ecuadorban, ennek gyümölcseként La leyenda de Tayos címmel 2016. december 18-án Ecuadorban bemutatták a témáról készült dokumentumfilmet.